# Rivulus gransabanae
Rivulus gransabanae és un peix de la família dels rivúlids i de l'ordre dels ciprinodontiformes.

## Morfologia
Els mascles poden arribar als 5 cm de longitud total.

## Distribució geogràfica
Es troba a Sud-amèrica: Veneçuela.